# Valenciennea
Valenciennea es un género de peces de la familia Gobiidae y de la orden de los Perciformes. Se encuentra en los arrecifes de corales en la región del Indo-Pacífico. Va a ser así nombrado en honor del zoólogo francés Achille Valenciennes.

## Especies
Se reconocen 16 especies dentro de este género:
- Valenciennea alleni Hoese & Larson, 1994.
- Valenciennea bella Hoese & Larson, 1994.
- Valenciennea decora Hoese & Larson, 1994.
- Valenciennea helsdingenii  Bleeker, 1856.
- Valenciennea immaculata  Ni, 1981.
- Valenciennea limicola Hoese & Larson, 1994.
- Valenciennea longipinnis Lay & Bennett, 1839.
- Valenciennea muralis Valenciennes, 1837.
- Valenciennea parva Hoese & Larson, 1994.
- Valenciennea persica Hoese & Larson, 1994.
- Valenciennea puellaris Tomiyama, 1956.
- Valenciennea randalli Hoese & Larson, 1994.
- Valenciennea sexguttata Valenciennes, 1837.
- Valenciennea strigata Broussenet, 1782.
- Valenciennea wardii Playfair, 1867.
- Valenciennea yanoi Suzuki, Senou & Randall, 2016